# Império do Futuro
GRCESM Império do Futuro é uma escola de samba mirim da cidade do Rio de Janeiro, que participa todos os anos do desfile oficial de escolas de samba mirins, realizado na Marquês de Sapucaí.

## História

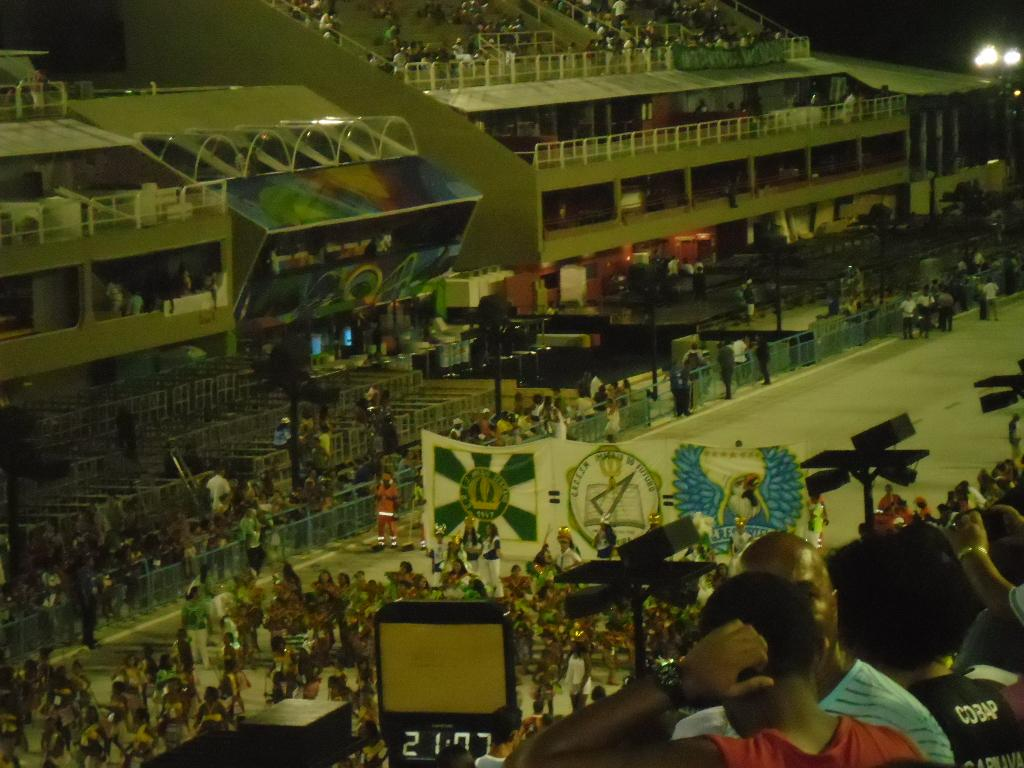
Desfile do Império do Futuro em 2012.

O Império do Futuro é considerado a primeira escola mirim, tendo sido idealizado ainda na década de 1970, quando do chamado Ano Internacional da Criança. Segundo Arandir do Santos, o Careca, a ideia seria que a escola desfilasse a frente do Império Serrano, em seu desfile oficial, o que não foi possível por problemas no regulamento.
Finalmente, a escola foi de fato criada em 1983, com instrumentos de percussão doados por Alcione.
Em 2011, reeditou o samba-enredo do Império Serrano de 1972.

## Segmentos

### Presidentes
| Nome                       | Mandato                   | Ref.  |
| -------------------------- | ------------------------- | ----- |
| Arandir do Santos (Careca) | 1983 - Até os dias atuais | [ 5 ] |

### 1º Casal de Mestre-Sala e Porta-Bandeira
| Mestre-Sala | Porta-Bandeira | Período    |
| ----------- | -------------- | ---------- |
| Bryan       | Agatha         | Atualmente |

### Intérpretes
| Nome            | Período   | Ref.        |
| --------------- | --------- | ----------- |
| Jorginho e Jade | 2014      | [ 6 ]       |
| Jade Sandyrah   | 2016-2017 | [ 7 ] [ 8 ] |
| Bia Colivert    | 2020-2023 |             |

## Carnavais
| Império do Futuro | Império do Futuro | Império do Futuro                                                               | Império do Futuro                     | Império do Futuro                                                   | Império do Futuro |
| Ano               | Colocação         | Enredo                                                                          | Compositores do samba-enredo          | Carnavalesco                                                        | Referência        |
| ----------------- | ----------------- | ------------------------------------------------------------------------------- | ------------------------------------- | ------------------------------------------------------------------- | ----------------- |
| 1984              | Sem competição    | "Serrinha, fiel às suas origens"                                                |                                       |                                                                     | [ 1 ]             |
| 1985              | Sem competição    | "Tem criança no samba"                                                          |                                       |                                                                     | [ 1 ]             |
| 1986              | Sem competição    | "Mentira"                                                                       |                                       |                                                                     | [ 1 ]             |
| 1987              | Sem competição    | "Jeito nosso de brincar"                                                        |                                       |                                                                     | [ 1 ]             |
| 1988              | Sem competição    | "Tambores, força da liberdade"                                                  |                                       |                                                                     | [ 1 ]             |
| 1989              | Sem competição    | "Republicando, a um século"                                                     |                                       |                                                                     | [ 1 ]             |
| 1990              | Sem competição    | "Estou contigo e não abro"                                                      |                                       |                                                                     | [ 1 ]             |
| 1991              | Sem competição    | "A bênção, pra quem é de bênção!"                                               |                                       |                                                                     | [ 1 ]             |
| 1992              | Sem competição    | "Nossa terra, nossa gente"                                                      |                                       |                                                                     | [ 1 ]             |
| 1993              | Sem competição    | "Dá-me um conto, que eu te conto um conto"                                      |                                       |                                                                     | [ 1 ]             |
| 1994              | Sem competição    | "Império do Futuro – 10 anos de glória"                                         |                                       |                                                                     | [ 1 ]             |
| 1995              | Sem competição    | "Será que valeu, Zumbi?"                                                        |                                       |                                                                     | [ 1 ]             |
| 1996              | Sem competição    | "Quadrival"                                                                     |                                       |                                                                     | [ 1 ]             |
| 1997              | Sem competição    | "Seu passado é presente no futuro"                                              |                                       |                                                                     | [ 1 ]             |
| 1998              | Sem competição    | "Debutando na avenida, 15 anos"                                                 |                                       |                                                                     | [ 1 ]             |
| 1999              | Sem competição    | "Madureira canta e dança na corte imperial"                                     |                                       |                                                                     | [ 1 ]             |
| 2000              | Sem competição    | "Canta Brasil no ano 2000"                                                      |                                       |                                                                     | [ 1 ]             |
| 2001              | Sem competição    | "Brasil, mostre a sua cara e olhe por nós"                                      |                                       |                                                                     | [ 1 ]             |
| 2002              | Sem competição    | "Tá certo ou não tá?"                                                           |                                       |                                                                     | [ 1 ]             |
| 2003              | Sem competição    | "Eu só quero ser feliz"                                                         |                                       |                                                                     | [ 1 ]             |
| 2004              | Sem competição    | "Ritmista é show e emoção: Aos mestres nosso carinho"                           |                                       |                                                                     | [ 1 ]             |
| 2005              | Sem competição    | "A primeira... Ninguém esquece"                                                 |                                       |                                                                     | [ 1 ]             |
| 2006              | Sem competição    | "Depende de nós"                                                                |                                       |                                                                     | [ 1 ]             |
| 2007              | Sem competição    | "Rio é Samba e...Pan...Pan...Pan...Pan..."                                      | Ala dos Compositores                  |                                                                     | [ 1 ]             |
| 2008              | Sem competição    | "É D. João VI Bicentenário... É Império do Futuro – 25.º Aniversário"           | Ala dos Compositores                  | Arandi Cardoso dos Santos (Careca) e Célia Regina de Almeida Santos | [ 1 ]             |
| 2009              | Sem competição    | "A Império do Futuro desfila na Sapucaí avec élégance, merci!"                  | Ala dos Compositores                  | Ricardo Machado e Wallace dos Santos                                | [ 2 ] [ 1 ]       |
| 2010              | Sem competição    | "Depende de nós: Homem x Natureza"                                              | Ala dos Compositores                  | Ricardo Machado                                                     | [ 1 ]             |
| 2011              | 13º lugar         | "Alô, alô, taí, Carmem Miranda" (Reedição do enredo de 1972 do Império Serrano) | Heitor Achiles, Wilson Diabo e Maneco | Ricardo Machado, Marcos Oliveira, Maurício e Lívia                  | [ 1 ]             |
| 2012              | Sem competição    | "Todo menino é um rei, toda mulher é guerreira"                                 | Ala dos Compositores                  | Ricardo Machado, Ernesto Augusto, Michelle Augusto e Nívea Nicaize  | [ 1 ]             |
| 2013              | Sem competição    | "Moleque + Molequinho = samba: Sebastião de Oliveira"                           | Ala dos Compositores                  |                                                                     | [ 1 ]             |
| 2014              | Sem competição    | "Todos juntos somos Fortaleza, Brasil"                                          | Ala dos Compositores                  |                                                                     | [ 6 ]             |
| 2015              | Sem competição    | "Rio Maravilha, nós gostamos de você!"                                          | Ala dos Compositores                  |                                                                     | [ 9 ]             |
| 2016              | Sem competição    | "É bronze, é prata e o Rio é de ouro"                                           | Ala dos Compositores                  |                                                                     | [ 7 ]             |
| 2017              | Sem competição    | "Serra de bambas: De Molequinho a Pretinho da Serrinha"                         | Ala dos Compositores                  |                                                                     | [ 8 ]             |
| 2018              | Sem competição    | "Tem criança no samba"                                                          |                                       |                                                                     | [ 1 ]             |
| 2019              | Sem competição    | "Eu sou o samba, ontem, hoje e amanhã "                                         |                                       |                                                                     | [ 1 ]             |
| 2020              | Sem competição    | "Mentira"                                                                       | Ala de Compositores                   | Rafael Ladeira                                                      | [ 1 ]             |
| 2021              | Sem competição    | Carnaval em Pandemia                                                            |                                       |                                                                     | [ 1 ]             |
| 2022              | Sem competição    | "A peleja do curumin contra o monstro jurupari"                                 | Ala de Compositores                   | Rafael Ladeira                                                      | [ 1 ]             |
| 2023              | Sem competição    | "Se quiser fazer por mim que faça agora. Venha Sansakroma!"                     | Ala dos Compositores                  | Rafael Ladeira                                                      | [ 1 ]             |